# Karlo Ressler
Karlo Ressler, né le 26 décembre 1989 à Zagreb, est un homme politique croate, membre de l'Union démocratique croate (HDZ). 
Il est député européen depuis juillet 2019, réélu en 2024.